# 窃盗

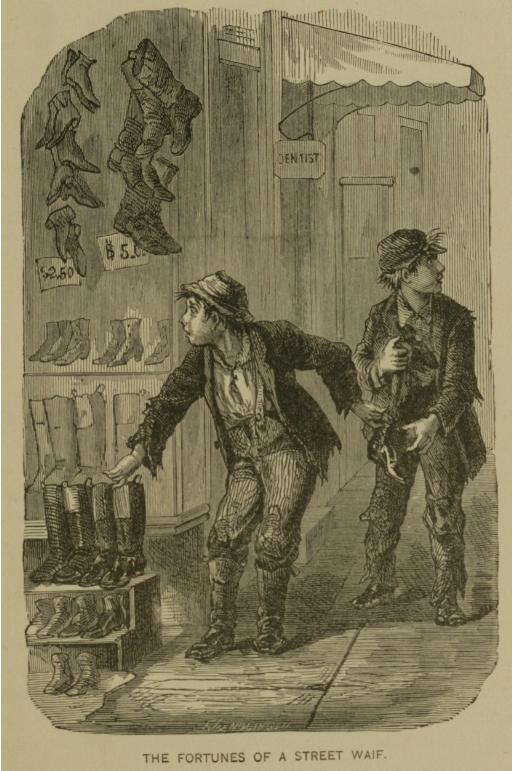
靴を盗もうとしている子供たち

窃盗（せっとう）とは、窃かに盗むこと、あるいは単に盗むことをいう。倫理的・道徳的に反社会的行為とされ、また、法的にも、不法行為責任および刑事責任が問われるのが通常である。

## 概要
『窃』も『盗』も、それぞれ他人の物を持ち主の意に反して持ち去ることを意味するが、特に『窃』という語は『こっそりと、気付かれず』という意味合いが強い。

## 窃盗と宗教

### 仏教
仏教においては、窃盗は「不偸盗戒（）」の名の下で行ってはならないとされている。

## 窃盗の分類
日本国の警察庁が犯罪統計において用いている窃盗の手口による分類を示す。
- 侵入盗
  - 空き巣、忍込み、居空き、ATM破り、金庫破り、旅館荒し、官公署荒し、学校荒し、病院荒し、給油所荒し、事務所荒し、出店荒し、工場荒し、更衣室荒し、色情ねらい（下着泥棒、後述）、倉庫荒し、その他
- 乗り物盗
  - 自動車盗、オートバイ盗、自転車盗
- 非侵入盗 
  - 職権盗、慶弔盗、追出し盗、買物盗、訪問盗、払出盗、ATMねらい、窓口ねらい、途中ねらい、室内ねらい、客室ねらい、病室ねらい、ひったくり、すり、置引き、仮睡者ねらい、車上ねらい、部品ねらい、脱衣場ねらい、自動販売機ねらい、色情ねらい（下着泥棒、後述）、工事場ねらい、万引き、職場ねらい、同居ねらい、賽銭荒らし、資源ごみの持ち去りその他

その他、窃盗の手法や対象物に基く呼び名としての分類であり、法律上の分類ではないが、よく見られる用語を示す。
- ピッキング・サムターン回し・焼き破り - 「空き巣」を参照[7][8][9]。
- 枕探し
- カード窃盗 - 「キャッシュカード」の項目を参照[10]。
- 電気窃盗
- 情報窃盗 - 磁気ストライプカードの「スキミング」がこれに当たる[11]。
- サラミ法
- 畑泥棒 - 主に、個人が育てている花や木、野菜などの農作物を盗むこと。かつては『野荒らし』と呼ばれた[12]。
- 下着泥棒（色情ねらい）- 主に家内、ベランダ、脱衣場、コインランドリー等から（主に女性や子どもの）下着を盗むこと。下着ドロボー、下着ドロとも表記される[13]。
- 香典泥棒・御祝儀泥棒
- 文化財泥棒 - 仏像などの文化財を窃盗する[14][15][16]。
- ゴト/ゴト師 - パチンコやパチスロに於いて不正な方法で出玉を獲得するいかさま賭博。詐欺罪等ではなく窃盗罪が適用される。

## 窃盗犯の分類
- 強盗
- 盗賊
- 義賊
- 故買 - 盗品（贓物）とわかっていながら購入または交換し、それを販売すること
- 美術窃盗（英語版）

美術窃盗対策組織
- 国際美術研究財団（英語版） - 美術品の研究、窃盗品などの情報を収集する非営利団体
- ヨーロッパ盗難美術委員会（英語版） - ヨーロッパで盗難された美術品に関する情報を美術館などに提供するウェブポータルを持つ。
- アート・ロス・レジスター（英語版）(Art Loss Register) - 世界最大の盗品・紛失作品のデータベース提供会社
- アート・リカバリー・グループ（英語版） - イタリアに本部がある芸術市場や文化遺産機関に盗難美術品の情報提供・捜索を手掛ける会社

### 著名な泥棒
架空の人物については「怪盗」を参照。
- 石川五右衛門 - 日本・安土桃山時代
- ねずみ小僧（義賊） - 日本・江戸時代

## 窃盗への対策
- 鍵や鎖で固定（例：鎖付図書）
- 警告文を表示する（例：ブックカース）
- 持ち出したことをわかるようにする：RFID（無線通信技術を応用したもの）